# 楊盛才
楊盛才（英語：YEUNG Shing Choi，1996年3月21日—），香港男子羽毛球運動員。就讀香港教育大學。

## 簡歷
楊盛才的母親是羽毛球教練、前广东队运动员鍾海玉，胞妹楊雅婷亦是羽毛球運動員和香港隊代表。
2013年10月，楊盛才代表香港參加泰國曼谷舉行的世界青年羽毛球錦標賽。